# Heerenfelde
Heerenfelde ist ein Ortsteil von Halver im Märkischen Kreis im Regierungsbezirk Arnsberg in Nordrhein-Westfalen (Deutschland).

## Lage und Beschreibung
Heerenfelde liegt im nördlichen Halver am Bach Glör zwischen den Hofschaften Streitstück und Magdheide unmittelbar an der Stadtgrenze zu Schalksmühle. Der Ort ist über eine untergeordnete Nebenstraße zu erreichen.

## Geschichte
Heerenfelde wurde erstmals 1839 urkundlich erwähnt, die Entstehungszeit der Siedlung wird um 1819 vermutet. Der Ort ist vermutlich ein Abspliss von den benachbarten Magheide oder Streitstück.
Laut der Ortschafts- und Entfernungs-Tabelle des Regierungs-Bezirks Arnsberg wurde der Ort unter dem Namen Heenfelde als Kotten kategorisiert und besaß 1838 eine Einwohnerzahl von vier, allesamt evangelischen Glaubens. Der Ort gehörte zu dieser Zeit der Gloerfelder Bauerschaft innerhalb der Bürgermeisterei Halver an und besaß ein Wohnhaus und eine Fabrik bzw. Mühle.
Das Gemeindelexikon für die Provinz Westfalen von 1887 gibt für den Ort eine Zahl von zwölf Einwohnern an, die in einem Wohnhaus lebten.